# General Electric Company
För andra betydelser, se GEC.
Den här sidan handlar om det europeiska företaget, för det amerikanska, se General Electric.
General Electric Company p.l.c., eller GEC är ett brittisktbaserat multinationellt företag med huvudkontor i London, grundat 1900.
General Electric Company är ett av Europas största företag inom det elektriska området. Bland dess verksamhet märks produktion av elektriska system för torpeder, försvarssystem, radarutrustning, kommunikationssatelliter med mera. Man är även verksam inom energiteknik där man tillsammans med franska Alstom 1989 bildade GEC Alsthom vilka 1999 sammanfördes med ABB:s elproduktionsenheter till ABB Alstrom Power. General Electric Company tillverkar även vitvaror och andra elektroniska produkter. Man hade årsskiftet 1998/99 en omsättning på 7,6 miljarder pund och 84.000 anställda.